# Georg Samuel Doerfel
Georg Samuel Doerfel, noto anche con il cognome Dörffel (Plauen, 21 novembre 1643 – Weida, 16 agosto 1688), è stato un astronomo e teologo tedesco.

## Biografia[1]
Figlio di un pastore protestante, studiò teologia a Lipsia a partire dal 1658, successivamente dal 1662 studiò matematica, fisica e astronomia a Jena, dove fu studente di Erhard Weigel. Pur essendo le attività pastorali la sua prima occupazione mostrò per l'astronomia un particolare  interesse sin dalla giovane età effettuando numerose osservazioni in campo astronomico che lo portarono a pubblicare nel 1672 uno studio sulla cometa C/1672E1, seguito da altre cinque pubblicazioni tra il 1677 e il 1682 sulle eclissi lunari e la parallasse di pianeti e di comete.
Pubblicò nel 1681 la sua opera principale Aſtronomiſche Betrachtung des Groſſen Cometen/Welcher im ausgehenden 1680. und angehenden 1681. Jahre höchſtverwunderlich und entſetzlich erſchienen: … nella quale affermò che la cometa C/1680V1 presentava un’orbita parabolica con fuoco nel sole. Scrisse anche testi di carattere religioso tra cui Tirocinium accentuationis, ad lectionen biblicam practice acomodatum, Plauen, 1670    
A Georg Samuel Doerfel la UAI ha intitolato il cratere lunare Doerfel  e l'asteroide della fascia principale 4076 Dörffel.